# Fidel Ortiz
Fidel Ortiz est un boxeur mexicain né le 10 octobre 1908 à Mexico et mort le 9 septembre 1975 dans la même ville.

## Biographie
Il remporte la médaille de bronze olympique des poids coqs aux Jeux de Berlin en 1936 en étant battu en demi-finale par l'américain Jack Wilson.